# Grivița (Galați)
Grivița es una comuna ubicada en el distrito de Galați, Rumania.

## Superficie
Posee una superficie de 39,45 kilómetros cuadrados.

## Demografía
Hasta 2021 la población era de 3293 habitantes, con una densidad de población de 83,47 habitantes por kilómetro cuadrado.